# Capillibates stagaardi
Capillibates stagaardi – gatunek roztocza z kohorty mechowców i rodziny Ameronothridae. Jedyny gatunek monotypowego rodzaju Capillibates
Rodzaj i gatunek zostały opisane w 1966 roku przez Marie Hammer.
Mechowce te mają notogaster pokryty grubą, siateczkowatą rzeźbą i opatrzony małymi, cienkimi szczecinami. Szew dosrosejugalny mają przerwany pośrodku. Szczeciny notogastralne występują w liczbie 14 lub 15 par, genitalne 5 par, analne 2 par, a adanalne 3 par. Obecne także szczeciny interlamellarne, natomiast szczeciny aggenitalne nie. Odnóża są trójpalczaste; trzeciej i czwartej pary mają wierzchołkowe solenidia goleni powiększone.
Gatunek endemiczny dla Nowej Zelandii.